# بريان لييفا
بريان لييفا (بالإسبانية: Bryan Leyva)‏ (8 فبراير 1992 بتشيهواهوا في المكسيك - ) هو لاعب كرة قدم مكسيكي في مركز الوسط. شارك مع منتخب المكسيك تحت 17 سنة لكرة القدم. أما مع النوادي، فقد لعب مع نادي دالاس ونادي غوادالاخارا وDallas City FC ‏.

## روابط خارجية
- بريان لييفا على موقع الدوري الأمريكي (الإنجليزية)
- بريان لييفا على موقع قاعدة بيانات كرة القدم.إي يو (الإنجليزية)
- بريان لييفا على موقع Soccerway.com (الإنجليزية)